# كالوم إيفانز
كالوم إيفانز (بالإنجليزية: Callum Evans)‏ هو لاعب كرة قدم بريطاني في مركز ظهير ‏، ولد في 11 أكتوبر 1995 في برستل في المملكة المتحدة. لعب مع ماكليسفيلد تاون.

## وصلات خارجية
- كالوم إيفانز على موقع قاعدة بيانات كرة القدم.إي يو (الإنجليزية)
- كالوم إيفانز على موقع Soccerway.com (الإنجليزية)